# Атлі Едвальдссон
Заголовок цієї статті — це ісландське ім'я, де Атлі — особове ім'я, а Едвальдссон — ім'я по батькові. 
Атлі Едвальдссон (ісл. Atli Eðvaldsson, 3 березня 1957, Рейк'явік — 2 вересня 2019, Рейк'явік) — ісландський футболіст, що грав на позиції півзахисника. По завершенні ігрової кар'єри — тренер. Відомий за виступами в низці німецьких клубів, а також у складі національної збірної Ісландії, в якій він пізніше працював і головним тренером.

## Клубна кар'єра
Атлі Едвальдссон народився в Рейк'явіку, та розпочав виступи в дорослому футболі в 1974 році в команді «Валюр», в якій грав до 1980 року, взявши участь у 93 матчах чемпіонату. У 1990 році він отримав запрошення від клубу західнонімецької Бундесліги «Боруссія» з Дортмунда, в якій провів один сезон, протягом якого ісландський півзахисник відзначився 11 забитими м'ячами в 30 матчах.
У 1981 році Атлі Едвальдссон став гравцем іншого клубу Бундесліги «Фортуна» з Дюссельдорфа, у складі якого він став одним із головних бомбардирів, відзначившись у її складі 38 забитими м'ячами у 122 проведених матчах, щоправда більшість з них (21 м'яч) Едвальдссон забив у сезоні 1982—1983 років. З 1985 року Едвальдссон грав у складі «Юрдінген 05», а в сезоні 1988—1989 років грав у складі нижчолігової німецької команди «ТуРУ» з Дюссельдорфа. У сезоні 1989—1990 років Атлі Едвальдссон грав у складі турецького клубу «Генчлербірлігі» з Анкари.
У 1990 році Атлі Едвальдссон повернувся на батьківщину, де став гравцем клубу «КР Рейк'явік». У 1994 році Едвальдссон перейшов до складу клубу ХК (Коупавогур), й по закінченні сезону завершив виступи на футбольних полях.

## Виступи за збірну
У 1976 році Атлі Едвальдссон дебютував у складі національної збірної Ісландії. У складі національної збірної грав до 1991 року, зіграв у її складі 70 матчів, відзначившись 8 забитими м'ячами, 31 раз був капітаном національної збірної.

## Кар'єра тренера
Невдовзі по завершенні кар'єри гравця у 1995 році Атлі Едвальдссон очолив ісландський клуб «Вестманнаейя». Протягом 1997 року він очолював інший ісландський клуб «Філкір». У 1998—1999 роках Атлі Едвальдссон очолював клуб КР «Рейк'явік», який привів до перемоги в першості країни після великої перерви.
У 1999 році Атлі Едвальдссон став головним тренером команди Ісландія, тренував збірну Ісландії чотири роки.
Надалі Атлі Едвальдссон також очолював команди «Валюр», «Рейнір Сандгерді», «Афтурельдінг» та шведський клуб «Кристіанстад». У 2018 році Едвальдссон очолив нижчоліговий ісландський клуб «Гамар», проте в грудні цього ж року він повідомив про свою відставку у зв'язку з вкрай поганим станом здоров'я. 2 вересня 2019 року Атлі Едвальдссон помер у Рейк'явіку від раку.

## Особисте життя
Батьком Атлі Едвальдссона був Евальд Міксон (ісландською мовою Едвальд Гінрікссон), який був гравцем збірної Естонії з футболу до Другої світової війни, грав також у хокей із шайбою. Під час Другої світової війни Міксон спіробітничав з німецькою окупаційною владою, що спричинило його еміграцію з Естонії. Брат Атлі Едвальдссона, Йоганнес Едвальдссон, також був професійним ісландським футболістом. Дочка Атлі Едвальдссона, Сіф Атладоттір, є гравчинею жіночої збірної Ісландії з футболу.

## Титули і досягнення
Гравець
- Урвалсдейлд
  -  Чемпіон (2): 1976, 1978
- Кубок Ісландії
  -  Володар (3): 1974, 1976, 1977
- Суперкубок Ісландії
  -  Володар (2): 1977, 1979

Тренер
- Суперкубок Ісландії
  -  Володар (1): 1997